# Jakub al-Mansur
Abu Jusuf Jakub al-Mansur (arab. ابو يوسف يعقوب المنصور = Ābū Yūsuf Ya'qūb al-Manṣūr, ur. ok. 1160, zm. 23 stycznia 1199 w Marrakeszu), znany też jako Maulaj Jakub – trzeci kalif Maroka z dynastii Almohadów. Objął tron w 1184 po swoim ojcu Abu Jakubie Jusufie. W czasie jego rządów w Maroku wzniesiono kilka ważnych obiektów sakralnych, m.in. Meczet Kutubijja w Marrakeszu oraz rozpoczęto budowę Meczetu Hassana w Rabacie (do dziś zachowała się tylko Wieża Hassana). 
W 1191 zdobył twierdzę Silves, wypierając Portugalczyków z prowincji Algarve.
18 lipca 1195 zwyciężył w bitwie pod Alarcos wojska kastylijskiego króla Alfonsa VIII, jednakże ze względu na inwazję Almorawidów na Tunis zawarł rozejm z Kastylią.